# Kurwaldbahn
Kurwaldbahn – wąskotorowa jednotorowa, automatyczna kolej linowo-terenowa o napędzie elektrycznym i rozstawie szyn 1000 mm, funkcjonująca w niemieckim uzdrowisku Bad Ems (Nadrenia-Palatynat), po północnej stronie rzeli Lahn.

## Historia i parametry
Kolej została wybudowana w 1979 (w tym samym roku działalność zakończyła działająca po południowej stronie doliny Malbergbahn). Na trasie z mijanką pośrodku kursują dwa 25-osobowe wagony, łączące centrum kurortu ze strefą uzdrowiskową na wzgórzu Bismarckhöhe. Przy maksymalnej prędkości 4 m/s pokonuje różnicę wysokości 132 metrów i ma długość 220 metrów. Czas jazdy trwa około dwóch minut. Nachylenie trasy jest jednolite i wynosi 78%, co czyni kolej jedną z najbardziej stromych na świecie. Z okolic górnej stacji (funkcjonuje tu panoramiczna restauracja Bismarck) rozciąga się widok na uzdrowisko, dolinę rzeki Lahn i góry Taunus. Można stąd odbywać spacery, w tym nordic walking i wędrówki górskie. Ze względów bezpieczeństwa kolej nie przewozi rowerów. W ciągu roku z trasy korzysta ponad 100.000 osób.

## Galeria

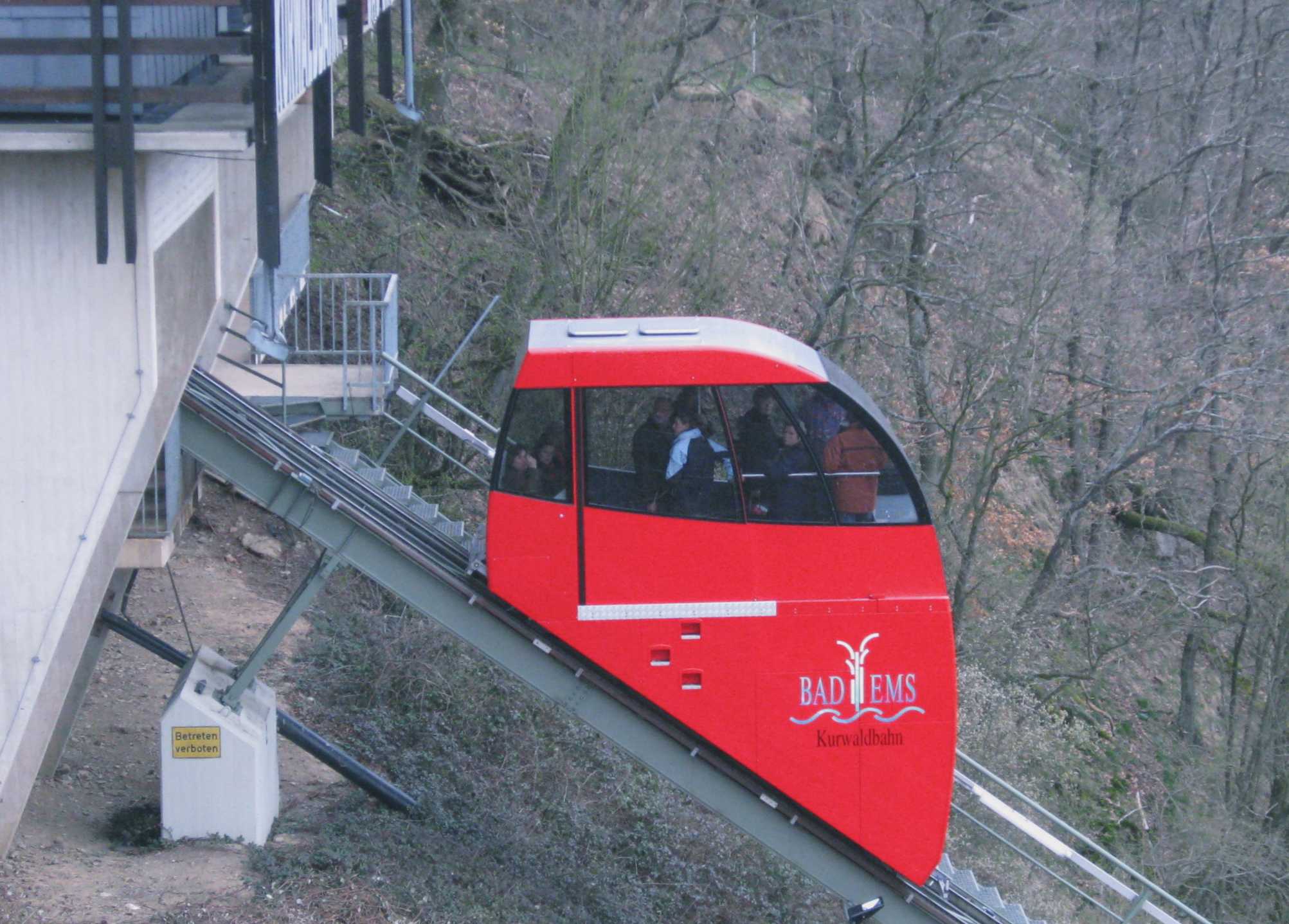
Jeden z wagonów na trasie
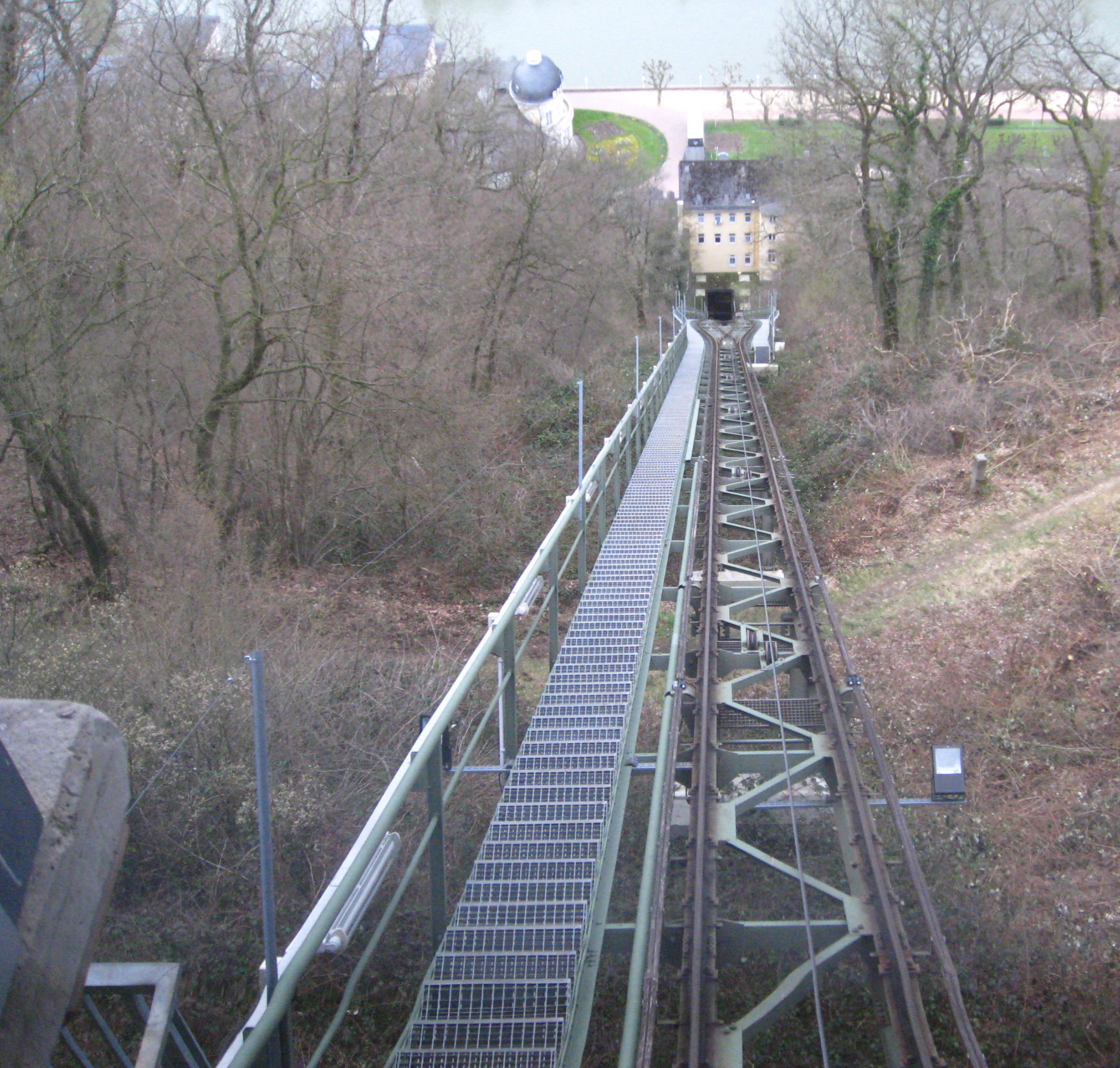
Widok na trasę z dołu
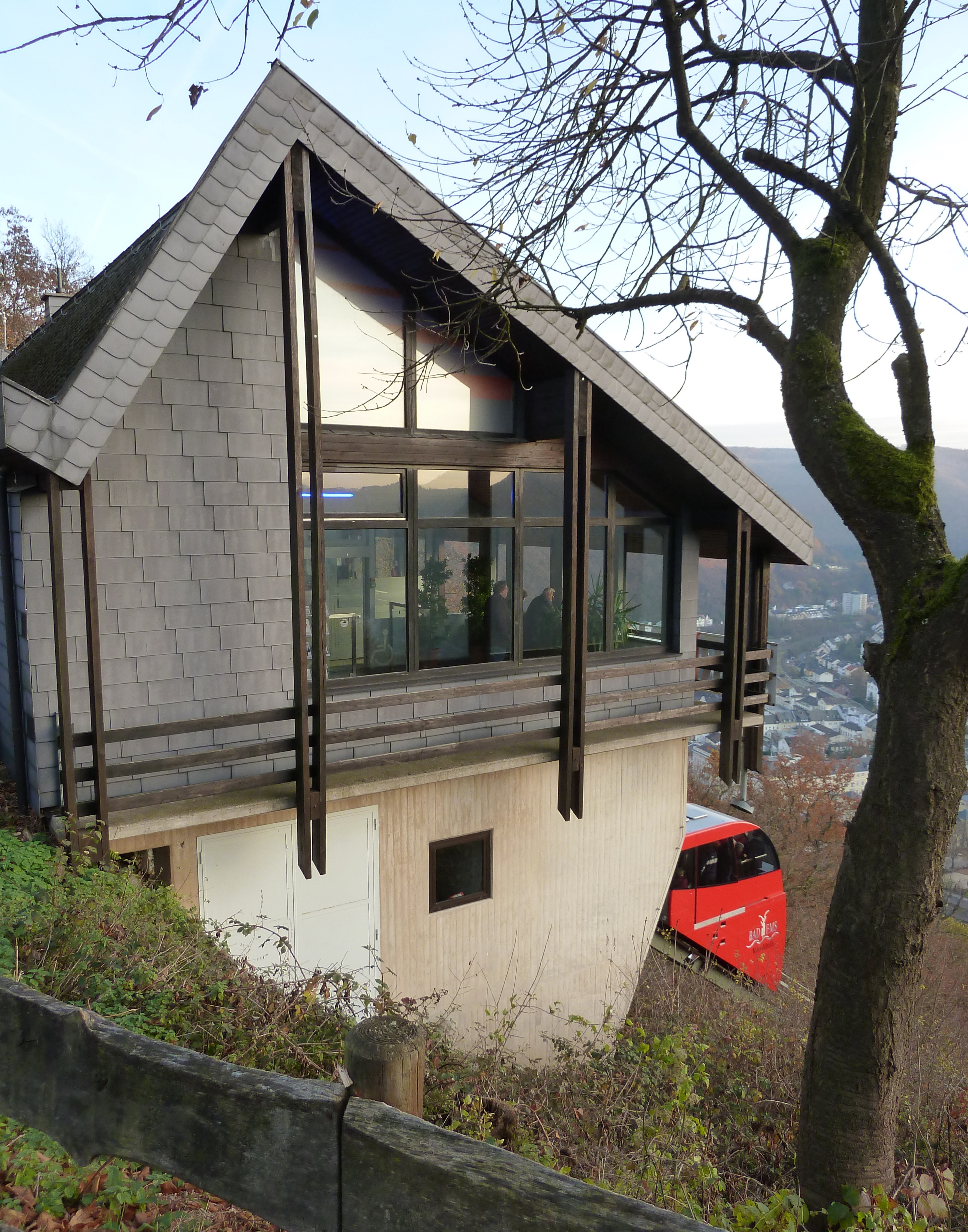
Stacja górna i miasto
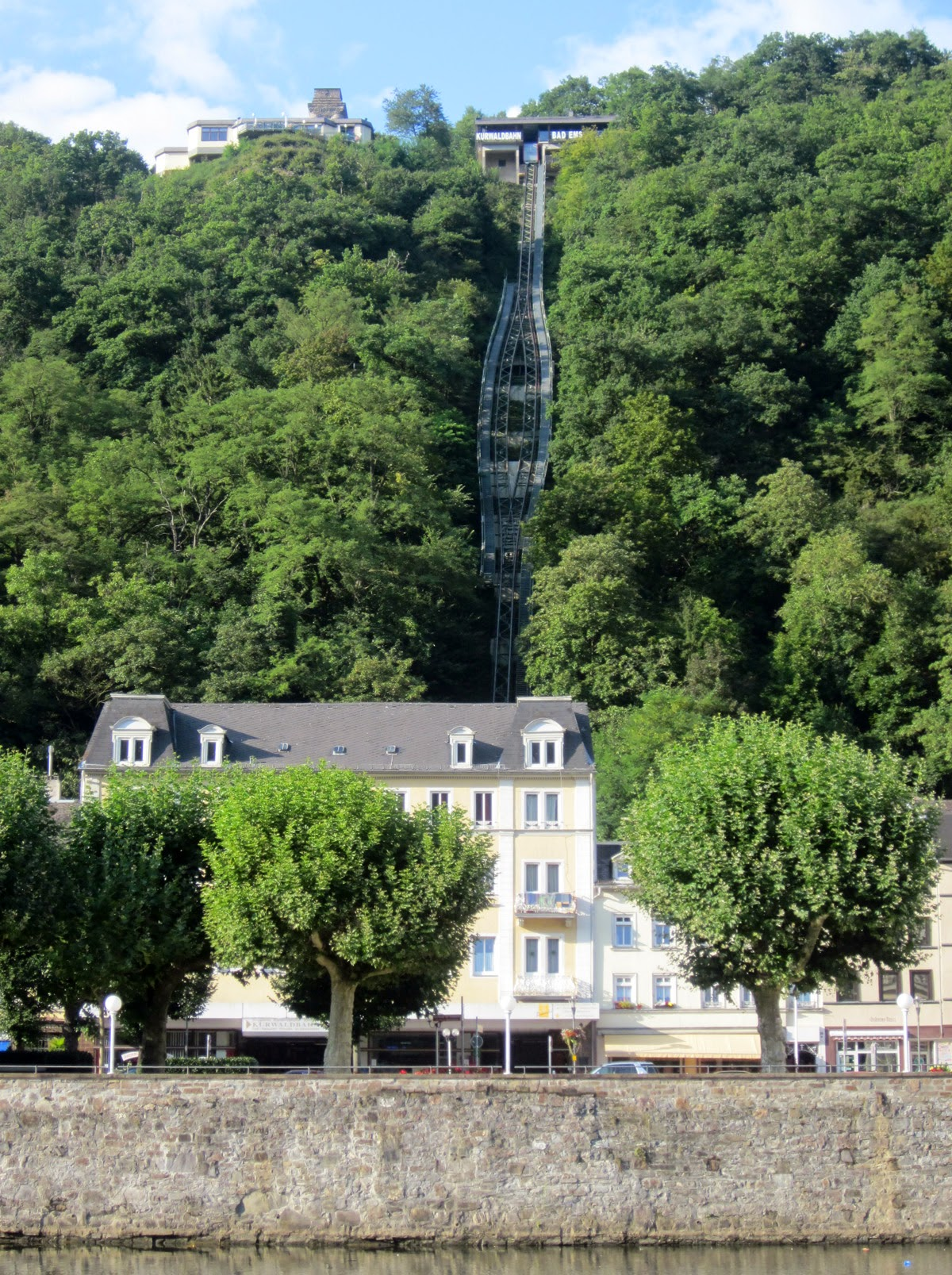
Wzgórze z trasą